# Hal Clement

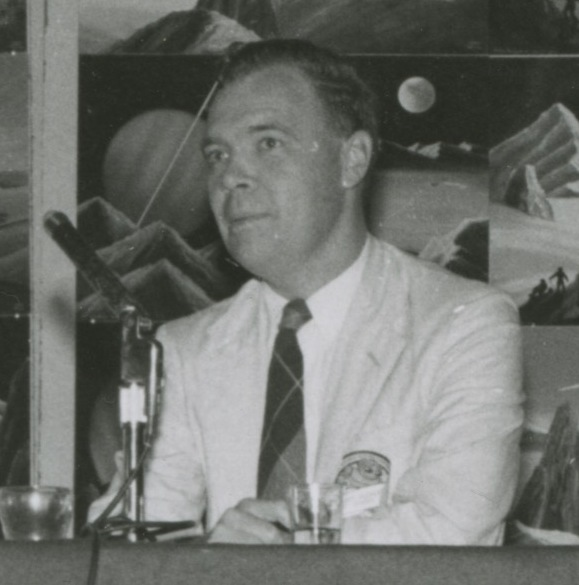
Hal Clement auf der Worldcon 1956

Hal Clement (eigentlich Harry Clement Stubbs; geboren am 30. Mai 1922 in Somerville, Massachusetts; gestorben am 29. Oktober 2003 in Milton, Massachusetts) war ein amerikanischer Science-Fiction-Autor. Er gilt als typischer Vertreter der Hard Science Fiction. Sein bekanntester Roman ist Unternehmen Schwerkraft, erster Teil einer auf dem exotischen Planeten Mesklin handelnden Trilogie.

## Leben
Harry Clement Stubbs wuchs in Boston auf. Er studierte an der Harvard University Astronomie und schloss das Studium mit einem Bachelor of Science ab. Sein darauffolgendes Studium an der Boston University beendete er mit einem Master of Education und schließlich studierte er Chemie am Simmons College. Das Chemiestudium schloss er mit einem Master of Science ab.
Im Zweiten Weltkrieg wurde Clement Pilot in der 8th Air Force und flog 35 Bombereinsätze als Kommandant und Copilot in B-24 Liberator-Bombern. Er verließ die US-Luftwaffe als Leutnant. Im Jahr 1951 wurde er erneut in den aktiven Dienst berufen. Während seiner zweiten Dienstzeit war er Staffelführer und Ausbilder. Clement beendete seinen Dienst im Jahr 1976 als Oberst der US-Luftwaffe. Hal Clement heiratete im Jahr 1952. Aus dieser Ehe gingen zwei Söhne und eine Tochter hervor.
Clement unterrichtete bis zu seiner Pensionierung im Jahr 1987 38 Jahre lang an der Milton Academy in Massachusetts Naturwissenschaften.
Hal Clement kam über die Buck-Rogers-Comics mit der Science-Fiction in Berührung.

## Werk
In der Juni-Ausgabe von 1942 erschien Clements erste Kurzgeschichte Proof, in Astounding. Sein erster Roman The Needle (dt. Das Nadelöhr) erschien 1949 in Fortsetzungen, ebenfalls in Astounding.
Sein bekanntestes Werk Mission of Gravity (deutsch Unternehmen Schwerkraft) erschien zuerst in Fortsetzungen in Astounding. In diesem Roman beschreibt Clement den exotischen Planeten Mesklin, mit schneller Rotation und extrem hoher Schwerkraft. Um eine abgestürzte Sonde bergen zu können, sind die Menschen auf die Kooperation der intelligenten Bewohner des Planeten angewiesen.
Clements Romane und Kurzgeschichten zählen zum Subgenre der Hard Science-Fiction, einer naturwissenschaftlich-technisch orientierten Sichtweise der Science-Fiction. Zu weiteren Autoren dieses Subgenres zählen unter anderem James P. Hogan und Arthur C. Clarke.
Insgesamt schrieb Clement 15 Romane und zahlreiche Kurzgeschichten. In seinen Werken gibt es wenig bis gar keine Xenophobie und so gut wie keine Kriege. Seine Geschichten sind oft deshalb so faszinierend, weil er aus den gut ausgedachten, ungewöhnlichen Lebensbedingungen eines Außerirdischen sehr glaubwürdig auf die Denkweise und Emotionen dieser Wesen schließt. Auf diese Weise erlaubt er es dem Leser, sich in einzigartiger Manier in einen Außerirdischen hineinzuversetzen.
Nach Hal Clement wurde die Kategorie Jugendbuch des amerikanischen Science-Fiction-Preises „The Golden Duck Awards“ benannt.

## Auszeichnungen
- 1969 Skylark Award
- 1989 Gallun Award
- 1991 Guest of Honor auf der World Science Fiction Convention
- 1992 Forry Award
- 1994 Premio Ignotus für Mission of Gravity als bester fremdsprachiger Roman
- 1996 Retro Hugo Award für Uncommon Sense als beste Kurzgeschichte
- 1997 First Fandom Hall of Fame Award
- 1997 Skylark Award
- 1998 Science Fiction Hall of Fame in der Kategorie „Living Inductee“
- 1999 Locus Award für Options als beste Kurzgeschichte
- 1999 SFWA Grand Master Award
- 2001 Sam Moskowitz Award

## Bibliografie
Needle
- Needle (2 Teile in: Astounding Science Fiction, May 1949 ff.; auch: From Outer Space, 1957)
  - Deutsch: Symbiose. Übersetzt von Heinz Bingenheimer. Balowa / Gebrüder Zimmermann (Balowa Bestseller des Kosmos #228), 1960, DNB 450802264. Auch in 2 Teilen: Symbiose. Übersetzt von Heinz Bingenheimer. Moewig Terra #209/210, 1962. Auch als: Die Nadelsuche. Übersetzt von Hans Maeter. Heyne SF&F #3993, 1983, ISBN 3-453-30929-4.
- Through the Eye of a Needle (1978)
  - Deutsch: Das Nadelöhr. Übersetzt von Hans Maeter. Heyne SF&F #3994, 1983, ISBN 3-453-30930-8.

Mesklin
Romane:
- 1 Mission of Gravity (4 Teile in: Astounding Science Fiction, April 1953 ff.)
  - Deutsch: Unternehmen Schwerkraft. Übersetzt von Günter Hehemann. Moewig (Terra Sonderband #12), 1959. Auch als: Unternehmen Schwerkraft. Übersetzt von Wulf H. Bergner. Heyne-Bücher #3121, München 1968, DNB 456283676.
- 2 Close to Critical (3 Teile in: Astounding Science Fiction, May 1958 ff.)
  - Deutsch: Botschafter von den Sternen. Übersetzt von Wulf H. Bergner. Heyne SF&F #3074, 1966, DNB 456283641.
- 3 Star Light (1954)
  - Deutsch: Stützpunkt auf Dhrawn. Übersetzt von Horst Pukallus. Heyne SF&F #3469, 1975, ISBN 3-453-30372-5.

Kurzgeschichten:
- Lecture Demonstration (1973, in: Harry Harrison (Hrsg.): Astounding: John W. Campbell Memorial Anthology)
- Under (in: Analog Science Fiction and Fact, January 2000)

Sammelausgaben:
- Mission of Gravity / Star Light (Sammelausgabe von 1 und 3; 1971)
- Heavy Planet: The Classic Mesklin Stories (Sammelausgabe von 1 und 3 und Erzählungen, 2002)

Deutsche Sammelausgaben:
- Schwere Welten. Übersetzt von Peter Pape und Horst Pukallus. Heyne (Bibliothek der Science Fiction Literatur #3), 1982, ISBN 3-453-30793-3 (Sammelausgabe von 1 und 3).
- Schwerkraft. Horst Pukallus. Übersetzt von Wulf H. Bergner und Horst Pukallus. Heyne (Meisterwerke der Science Fiction), 2014, ISBN 978-3-453-31582-2 (Sammelausgabe von 1–3).

Romane
- Iceworld (3 Teile in: Astounding Science Fiction, October 1951 ff.)
  - Deutsch: Eiswelt. Übersetzt von Walter K. Baumann. Pabel (Utopia Kriminal #20), 1957.
- The Ranger Boys in Space (1956)
- Cycle of Fire (1957)
  - Deutsch: Unter der Doppelsonne. Übersetzt von Heinz Zwack. Pabel (Utopia-Großband #138), 1960. Auch als: Der Feuerzyklus. Übersetzt von Heinz Zwack. Heyne SF&F #3446, 1975, ISBN 3-453-30347-4.
- Ocean on Top (3 Teile in: If, October 1967 ff.; auch: Ocean On Top, 1973)
  - Deutsch: Unternehmen Tiefsee. Übersetzt von Ingrid Rothmann. Bastei Lübbe Science Fiction Action #21110, 1978, ISBN 3-404-01092-2.
- Left of Africa (1976)
- The Nitrogen Fix (1980)
  - Deutsch: In der Stickstoff-Klemme. Übersetzt von Stefan Sturm. Bastei Lübbe Science Fiction Bestseller #22050, 1982, ISBN 3-404-22050-1.
- Still River (1987)
  - Deutsch: Die Flüsse der Tiefe. Übersetzt von Winfried Petri. Heyne SF&F #5048, 1993, ISBN 3-453-06619-7.
- Fossil (Isaac’s Universe-Roman, 1993)
  - Deutsch: Das Fossil. Übersetzt von Ruggero Leò. Bastei Lübbe Science Fiction #23252, 2002, ISBN 3-404-23252-6.
- Half Life (1999)
- Noise (2003)

Sammlungen
- Natives of Space (1965)
- Small Changes (1969; auch: Space Lash)
  - Deutsch: Expedition zur Sonne. Übersetzt von Eva Sander. Pabel (Terra Taschenbuch #252), 1974.
- Mission of Gravity (1978)
- The Best of Hal Clement (1979)
- Intuit (1987)
- Planet for Plunder (2012; mit Sam Merwin jr.)
- Iceworld / Cycle of Fire / Close to Critical (2014, Sammelausgabe)

The Essential Hal Clement:
- 1 Trio for Slide Rule and Typewriter (1999)
- 2 Music of Many Spheres (2000)
- 3 Variations on a Theme by Sir Isaac Newton (2000)

Kurzgeschichten
Wird bei Übersetzungen von Kurzgeschichten als Quelle nur Titel und Jahr angegeben, so findet sich die vollständige Angabe bei der entsprechenden Sammelausgabe.
1942:
- Proof (in: Astounding Science-Fiction, June 1942)
  - Deutsch: Der Beweis. Übersetzt von Eva Malsch. In: Isaac Asimov und Martin H. Greenberg (Hrsg.): Die besten Stories von 1942. Moewig (Playboy Science Fiction #6717), 1981, ISBN 3-8118-6717-2.
- Impediment (in: Astounding Science-Fiction, August 1942)
- Avenue of Escape (in: Astounding Science-Fiction, November 1942)

1943:
- Attitude (in: Astounding Science-Fiction, September 1943)

1944:
- Technical Error (in: Astounding Science Fiction, January 1944)
- Trojan Fall (in: Astounding Science Fiction, June 1944; auch: Trojan Fall, 1969)
  - Deutsch: Der trojanische Punkt. Übersetzt von Eva Sander. In: Expedition zur Sonne. 1974.

1945:
- Uncommon Sense (in: Astounding Science Fiction, September 1945)
  - Deutsch: Die Tausendfüßler. Übersetzt von Eva Sander. In: Expedition zur Sonne. 1974.

1946:
- Cold Front (in: Astounding Science Fiction, July 1946)
- Assumption Unjustified (in: Astounding Science Fiction, October 1946)

1947:
- Answer (in: Astounding Science Fiction, April 1947)
  - Deutsch: Die Antwort. In: Ruth J. Kilchenmann (Hrsg.): Schlaue Kisten machen Geschichten. IBM, 1977.

1949:
- Fireproof (in: Astounding Science Fiction, March 1949)
  - Deutsch: Feuerfest. Übersetzt von Eva Sander. In: Expedition zur Sonne. 1974.

1952:
- Halo (in: Galaxy Science Fiction, October 1952)
  - Deutsch: Erntezeit. Übersetzt von Lothar Heinecke. In: Galaxis Science Fiction, #14. Moewig, 1959. Auch als: Der Ernteplanet. Übersetzt von Eva Sander. In: Expedition zur Sonne. 1974.

1953:
- Critical Factor (1953, in: Frederik Pohl (Hrsg.): Star Science Fiction Stories No. 2)
  - Deutsch: Der kritische Faktor. Übersetzt von Walter Brumm. In: Frederik Pohl und Wolfgang Jeschke (Hrsg.): Titan 4. Heyne SF&F #3533, 1977, ISBN 3-453-30426-8.
- Ground (in: Science Fiction Adventures, December 1953)

1956:
- Dust Rag (in: Astounding Science Fiction, September 1956)

1957:
- Planet for Plunder (in: Satellite Science Fiction, February 1957; mit Sam Merwin jr.)
- Cycle of Fire (1957)
  - Deutsch: Der Feuerzyklus. Übersetzt von Heinz Nagel. In: Wolfgang Jeschke (Hrsg.): Aufbruch in die Galaxis. Lentz #74, 1980, ISBN 3-88010-074-8.

1960:
- The Lunar Lichen (in: Future Science Fiction, No. 47, February 1960)
- Sunspot (in: Analog Science Fact → Fiction, November 1960; auch: Sun Spot, 1969)
  - Deutsch: Expedition zur Sonne. Übersetzt von Eva Sander. In: Expedition zur Sonne. 1974.

1963:
- The Green World (in: If, May 1963)
- Hot Planet (in: Galaxy Magazine, August 1963)
  - Deutsch: Unternehmen Merkur. Übersetzt von Clark Darlton. In: Walter Ernsting (Hrsg.): Galaxy 2. Heyne SF&F #3044, 1965.

1965:
- Raindrop (in: If, May 1965)

1966:
- The Foundling Stars (in: If, August 1966)
  - Deutsch: Die Findlingssterne. Übersetzt von Eva Sander. In: Expedition zur Sonne. 1974.
- The Mechanic (in: Analog Science Fiction → Science Fact, September 1966)
  - Deutsch: Der Mechaniker. Übersetzt von Eva Sander. In: Expedition zur Sonne. 1974.

1968:
- Bulge (in: If, September 1968)
  - Deutsch: Die Gravitationsfalle. Übersetzt von Walter Ernsting und Thomas Schlück. In: Clark Darlton und Thomas Schlück (Hrsg.): Galaxy 13. Heyne SF&F #3155, 1969.

1972:
- Planetfall (1972, in: Robert Hoskins (Hrsg.): Strange Tomorrows)

1974:
- Mistaken for Granted (in: Worlds of If, January-February 1974)
- The Logical Life (1974, in: Judy-Lynn del Rey (Hrsg.): Stellar 1)

1976:
- Stuck With It (1976, in: Judy-Lynn del Rey (Hrsg.): Stellar #2)
- A Question of Guilt (1976, in: Gerald W. Page (Hrsg.): The Year’s Best Horror Stories: Series IV)
- Longline (1976, in: Jack Dann und George Zebrowski (Hrsg.): Faster Than Light)
  - Deutsch: Longline. In: Jack Dann, George Zebrowski (Hrsg.): Zwölfmal schneller als das Licht. Bastei Lübbe Science Fiction Special #24101, 1987, ISBN 3-404-24101-0.

1978:
- Seasoning (in: Isaac Asimov’s Science Fiction Magazine, September-October 1978)

1987:
- Status Symbol (1987, in: Hal Clement: Intuit)

1989:
- Blot (1989, in: Martin H. Greenberg (Hrsg.): Foundation’s Friends: Stories in Honor of Isaac Asimov)

1991:
- Phases in Chaos (1991, in: Martin H. Greenberg (Hrsg.): Phases in Chaos)

1992:
- Eyeball Vectors (1992, in: Martin H. Greenberg (Hrsg.): Unnatural Diplomacy)

1994:
- Sortie (4 Teile in: Harsh Mistress, Spring/Summer 1994 ff.; auch: Simile, 1995; auch: Seismic Sidetrack, 1995; auch: Settlement)

1998:
- Options (1998, in: James Cahill (Hrsg.): Lamps on the Brow; als Harry C. Stubbs)
- Oh, Natural (in: Absolute Magnitude, Spring 1998)

1999:
- Exchange Rate (in: Absolute Magnitude, Winter 1999)

2003:
- Office Politics (2003, in: Readercon 15 Souvenir Book)

Anthologien
- First Flights to the Moon (1970)

Sachliteratur
- Some Notes on Xi Bootes (1960)
- Left of Africa (1976)